# Günther Bauch
Günther Bauch (* 30. April 1939 in Halle) ist ein ehemaliger deutscher Ringer. Er war Teilnehmer der Olympischen Sommerspiele 1964 in Tokio.

## Werdegang
Günther Bauch begann bei der Betriebssportgemeinschaft Chemie Buna Schkopau als Jugendlicher mit dem Ringen. Später wurde er auf Grund seines Talents zum SC Chemie Halle delegiert und dort zu einem der besten Freistilringer der DDR im Mittelgewicht herangebildet. Der gelernte Elektroschweißer machte 1962 erstmals auf sich aufmerksam, als er bei einem internationalen Turnier in Aue den 2. Platz belegte. DDR-Meister im Mittelgewicht wurde Günther Bauch erstmals 1963. Im gleichen Jahr wurde er auch erstmals bei einer internationalen Meisterschaft, der Weltmeisterschaft in Sofia, eingesetzt. Dort traf er in den beiden ersten Runden auf die Weltmeister bzw. Olympiasieger aus vergangenen und künftigen Jahren Ahmet Ayık (Türkei) und Mansour Mehdizadeh (Iran), gegen die er unterlag.
1964 setzte sich Bauch in der gesamtdeutschen Olympiaausscheidung für die Spiele in Tokio im Mittelgewicht gegen den erfahrenen Johann Sterr aus München-Neuaubing durch einen Punktsieg in Leipzig und ein Unentschieden in Dortmund durch. In Tokio gelangen Bauch zwei Siege, unter anderem über den Mongolen Chorloogiin Bajanmönch; damit erreichte er den 7. Platz.
1966 und 1967 wurde Günther Bauch noch bei den Europameisterschaften in Karlsruhe und Istanbul eingesetzt. In Karlsruhe musste er nach der 1. Runde wegen Verletzung aufgeben und in Istanbul belegte er den 7. Platz.

## Internationale Erfolge
(alle Wettbewerbe im freien Stil, OS = Olympische Spiele, WM = Weltmeisterschaft, EM = Europameisterschaft, Mittelgewicht, damals bis 87 kg, Halbschwergewicht, damals 97 kg Körpergewicht)
| Jahr | Platz | Wettbewerb                                 | Gewichtsklasse | |
| 1962 | 2.    | Intern. Turnier in Aue                     | Mittel         | hinter Francisc Balla, Rumänien und vor Alfred Tischendorf, DDR                                                                                              |
| 1963 | 13.   | WM in Sofia                                | Mittel         | nach Niederlagen gegen Ahmet Ayık, Türkei und Mansour Mehdizadeh, Iran                                                                                       |
| 1963 | 3.    | "Werner-Seelenbinder"-Turnier in Leipzig   | Mittel         | hinter Alexei Alexejew, Sowjetunion u. Eberhard Hamann, DDR                                                                                                  |
| 1964 | 7.    | OS in Tokio                                | Mittel         | mit Siegen über Fernando García, Philippinen und Chorloogiin Bajanmönch, Mongolei und Niederlagen gegen Tatsuo Sasaki, Japan und Prodan Gardschew, Bulgarien |
| 1966 | 2.    | "Wladislaw-Pytalinski"-Turnier in Warschau | Mittel         | hinter Josef Urban, Tschechoslowakei und vor Vokann, Tschechoslowakei                                                                                        |
| 1966 | unpl. | EM in Karlsruhe                            | Mittel         | nach einer Niederlage gegen Umberto Marcheggiano, Italien Aufgabe wegen Verletzung                                                                           |
| 1967 | 7.    | EM in Istanbul                             | Mittel         | mit einem Sieg über Rudolf Kobelt, Schweiz, einem Unentschieden gegen Ernst Knoll, BRD und einer Niederlage gegen Prodan Gardschew                           |

## DDR-Meisterschaften
| Jahr | Platz | Stil | Gewichtsklasse |                                                                                            |
| 1963 | 1.    | F    | Mittel         | vor Geske, BSG Motor Markneukirchen und Schäfer, ASK Vorwärts Rostock                      |
| 1965 | 1.    | F    | Mittel         | vor Wolf, SC Chemie Halle und Siegfried Neufang, SC Leipzig                                |
| 1966 | 1.    | F    | Mittel         | vor Kaufmann, SC Leipzig und Peter Döring, SG Dynamo Luckenwalde                           |
| 1967 | 1.    | F    | Mittel         | vor Diethard Markowski, SG Dynamo Luckenwalde und Siegfried Handrock, ASK Vorwärts Rostock |
| 1968 | 1.    | F    | Halbschwer     | vor Peter Döring und Siegfried Handrock                                                    |
| 1970 | 2.    | F    | Halbschwer     | hinter Peter Döring und vor Reinhard Vielitz, SG Dynamo Luckenwalde                        |